# Olimpiada szachowa 1990
| 29. Olimpiada szachowa Nowy Sad 1990 |
| Znaczek pocztowy z olimpiady         |
| 1988 1992                            |

Olimpiada szachowa 1990 (zarówno w konkurencji kobiet, jak i mężczyzn) rozegrana została w Nowym Sadzie w dniach 16 listopada–4 grudnia 1990 roku.

## 29. olimpiada szachowa mężczyzn
Wyniki końcowe (108 drużyn, system szwajcarski, 14 rund).
| Miejsce | Kraj              | Punkty |
| ------- | ----------------- | ------ |
| 1       | ZSRR              | 39     |
| 2       | Stany Zjednoczone | 35½    |
| 3       | Anglia            | 35½    |
| 4       | Czechosłowacja    | 34½    |
| 5       | Jugosławia (I)    | 33     |
| 6       | Chiny             | 33     |
| 7       | Kuba              | 33     |
| 8       | Islandia          | 32½    |
| 9       | RFN               | 32½    |
| 10      | Indie             | 32½    |
| 11      | Szwecja           | 32½    |
| 12      | Holandia          | 32½    |
| 13      | Jugosławia (II)   | 32½    |
| 14      | Bułgaria          | 32     |
| 15      | Francja           | 32     |
| 16      | Izrael            | 32     |

| Miejsce | Kraj      | Punkty |
| ------- | --------- | ------ |
| 17      | Węgry     | 32     |
| 18      | Polska    | 32     |
| 19      | Meksyk    | 32     |
| 20      | Kolumbia  | 31½    |
| 21      | Filipiny  | 31½    |
| 22      | Peru      | 31½    |
| 23      | Szkocja   | 31½    |
| 24      | Finlandia | 31½    |
| 25      | NRD       | 31     |
| 26      | Chile     | 31     |
| 27      | Indonezja | 31     |
| 28      | Argentyna | 31     |
| 29      | Kanada    | 31     |
| 30      | Hiszpania | 31     |
| 31      | Rumunia   | 31     |
| 32      | Brazylia  | 30½    |

| Miejsce | Medaliści + skład reprezentacji Polski                                                                                 |
| ------- | --- |
| 1       | Wasyl Iwanczuk, Boris Gelfand, Ołeksandr Bielawski, Artur Jusupow, Leonid Judasin, Jewgienij Bariejew                  |
| 2       | Yasser Seirawan, Boris Gulko, Larry Christiansen, Joel Benjamin, John Fedorowicz, Nick de Firmian                      |
| 3       | Nigel Short, Jonathan Speelman, John Nunn, Michael Adams, Murray Chandler, Julian Hodgson                              |
|         | Aleksander Wojtkiewicz, Włodzimierz Schmidt, Robert Kuczyński, Aleksander Sznapik, Zbigniew Jaśnikowski, Jacek Gdański |

## 29. olimpiada szachowa kobiet
Wyniki końcowe (66 drużyn, system szwajcarski, 14 rund).
| Miejsce | Kraj              | Punkty |
| ------- | ----------------- | ------ |
| 1       | Węgry             | 35     |
| 2       | ZSRR              | 35     |
| 3       | Chiny             | 29     |
| 4       | Bułgaria          | 26     |
| 5       | Jugosławia (I)    | 25     |
| 6       | Stany Zjednoczone | 24½    |
| 7       | Anglia            | 24     |
| 8       | Grecja            | 24     |
| 9       | Rumunia           | 24     |
| 10      | Jugosławia (II)   | 23½    |
| 11      | NRD               | 23½    |
| 12      | Holandia          | 23½    |
| 13      | Mongolia          | 23½    |

| Miejsce | Kraj             | Punkty |
| ------- | ---------------- | ------ |
| 14      | Polska           | 23     |
| 15      | Argentyna        | 23     |
| 16      | Kuba             | 23     |
| 17      | RFN              | 23     |
| 18      | Izrael           | 23     |
| 19      | Czechosłowacja   | 22½    |
| 20      | Wietnam          | 22½    |
| 21      | Jugosławia (III) | 22½    |
| 22      | Dania            | 22     |
| 23      | Norwegia         | 22     |
| 24      | Francja          | 22     |
| 25      | Szkocja          | 22     |
| 26      | Brazylia         | 22     |

| Miejsce | Medalistki + skład reprezentacji Polski                                       |
| ------- | ----------------------------------------------------------------------------- |
| 1       | Zsuzsa Polgár, Judit Polgár, Zsófia Polgár, Ildikó Mádl                       |
| 2       | Maja Cziburdanidze, Nona Gaprindaszwili, Alisa Gallamowa, Ketevan Arachamia   |
| 3       | Xie Jun, Peng Zhaoqin, Qin Kanying, Wang Lei                                  |
|         | Agnieszka Brustman, Bożena Sikora-Giżyńska, Krystyna Dąbrowska, Iwona Świecik |